# Philipotabanus fucosus
Philipotabanus fucosus är en tvåvingeart som beskrevs av David Fairchild 1958. Philipotabanus fucosus ingår i släktet Philipotabanus och familjen bromsar. Inga underarter finns listade i Catalogue of Life.